# Kópavogsbær
Kópavogsbær est une municipalité du sud-ouest de l'Islande dont le chef-lieu est la ville de Kópavogur, en banlieue de Reykjavik.

## Géographie

### Localités limitrophes
| Océan Atlantique                   | Reykjavíkurborg                            | Reykjavíkurborg / Mosfellsbær |
| Garðabær                           | Kópavogsbær                                | Reykjavíkurborg / Ölfus       |
| Hafnarfjarðarkaupstaður / Garðabær | Ölfus / Hafnarfjarðarkaupstaður / Garðabær | Ölfus                         |

## Jumelages
La ville de Kópavogur est jumelée avec :
- Ammassalik (Groenland)
- Odense (Danemark)
- Tampere (Finlande)
- Trondheim (Norvège)
- Klaksvík (Îles Féroé)
- Mariehamn (Finlande)
- Norrköping (Suède)
- Wuhan (Chine)